# Seychelles en los Juegos Olímpicos de París 2024
Seychelles estuvo representado en los Juegos Olímpicos de París 2024 por tres deportistas, dos hombres y una mujer, que compitieron en dos deportes.
Los portadores de la bandera en la ceremonia de apertura fueron el atleta Dylan Sicobo y la nadadora Khema Elizabeth. El equipo olímpico seychellense no obtuvo ninguna medalla en estos Juegos.